# Terque
Terque est une commune de la province d'Almería, Andalousie, en Espagne.

## Géographie

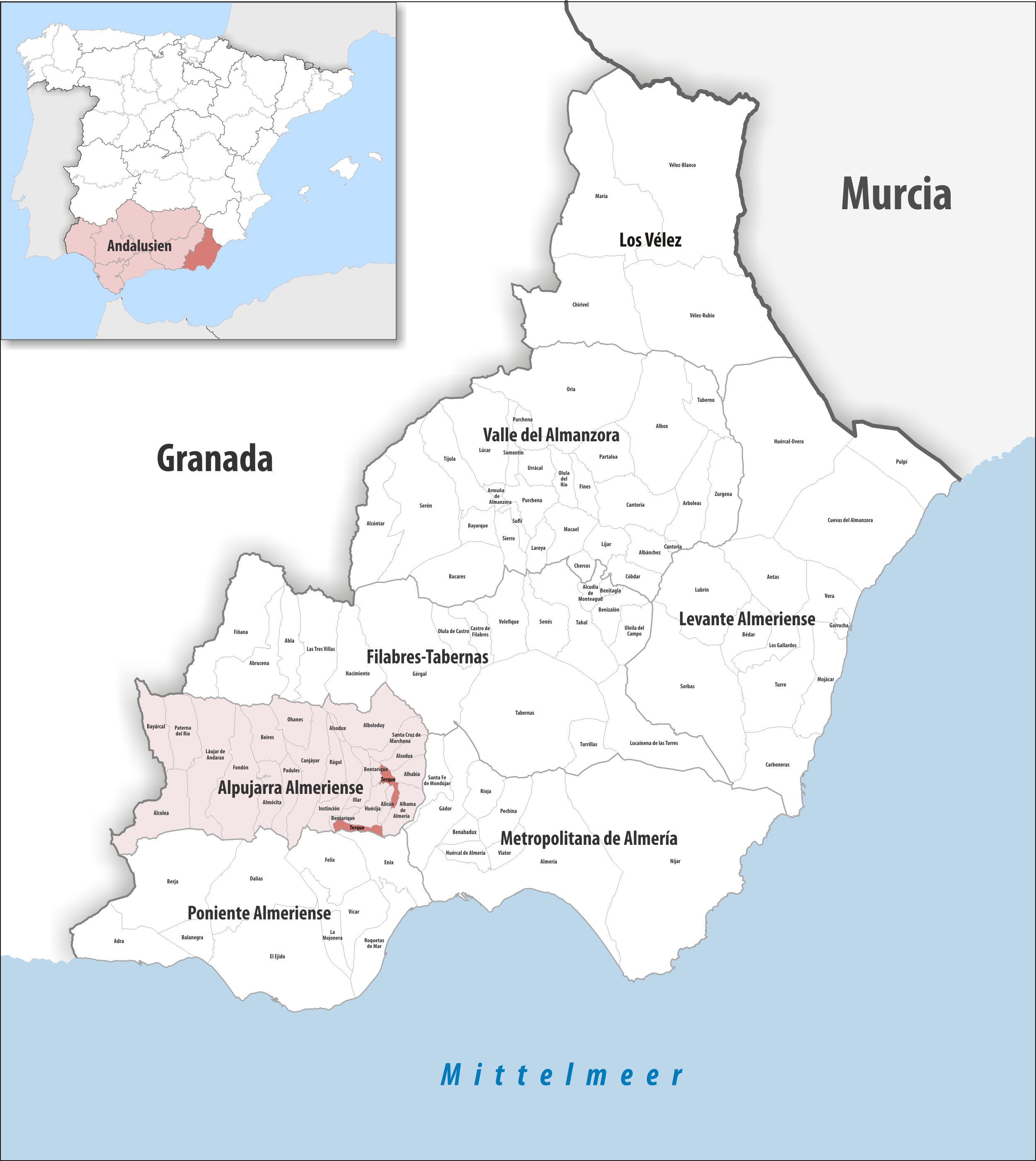
Terque dans la comarque Alpujarra almeriense, province d'Almería / en Andalousie

### Localisation
La commune de Terque se trouve au sud-sud-est de l'Espagne, dans le sud de la province d'Almería et vers le centre-est de la comarque Alpujarra almeriense.
Elle est en deux parties, avec une partie chevauchant la vallée de l'Andarax et l'autre partie à quelque 2 ou 3 km plus au sud dans la sierra de Gádor.
Almería est à 33 km sud-est ;
Madrid à 524 km nord ;
Malaga à 213 km ouest ;
Gibraltar à 351 km ouest-sud-ouest (distances par route).
Instinción fait partie de l'Alpujarra, petite région entre la sierra Nevada au nord et la mer Méditerranée au sud, limitée à l'ouest par la sierra de Lujar (es) et à l'est par la sierra de Gádor.

### Communes limitrophes
Pour la partie de commune chevauchant l'Andarax
Pour la partie de commune dans la sierra de Gádor
Cette partie sud de Terque jouxte Alicún au nord-est seulement par un quadripoint. Au sud-est, un quintipoint fait jouxter la commune à Felix et Instinción, avec Enix au sud et Bentarique à l'ouest ; ce point est aussi l'endroit où se trouve la mare de la Chanata (es), petit espace humide protégé partagé entre Bentarique, Terque, Enix, Felix et Instinción.
Autre curiosité : on retrouve Bentarique au nord-ouest de chaque partie de Terque : non que la commune de Bentarique soit grande, mais elle aussi est en deux parties – séparées par Íllar.

## Administration
| Période                                  | Période | Identité | Étiquette | Qualité |
| ---------------------------------------- | ------- | -------- | --------- | ------- |
| N/A                                      | N/A     | N/A      | N/A       | Maire   |
| Les données manquantes sont à compléter. |         |          |           |         |

## Économie
Vin de pays Ribera del Andarax
Elle fait partie de la zone couverte par l'appellation « vin de pays » (es) (Vino de la Tierra) Ribera del Andarax (es),
une indication géographique réglementée en 2003. 21 communes en font partie, toutes dans la province d'Almería : 
Alboloduy, 
Alhabia, 
Alhama de Almería, 
Alicún, 
Almócita, 
Alsodux, 
Beires,
Bentarique, 
Canjáyar, 
Enix, 
Felix, 
Gérgal, 
Huécija,
Illar, 
Instinción, 
Nacimiento, 
Ohanes, 
Padules,
Rágol, 
Santa Cruz de Marchena,
Terque.